# Цвета Караянчева
Цвета Вълчева Караянчева е български политик. Тя е народен представител от партията ГЕРБ през 2009 – 2021 година и отново от 2024 година.
Избрана първоначално за заместник-председател на XLIV народно събрание, от 17 ноември 2017 г. до 25 март 2021 г. е негов председател. Избрана за заместник-председател на XLV народно събрание. Владее руски език. Още със старта си в политиката Караянчева има куража да се противопостави на основната политическа сила в района ДПС. За 10-те години, в които е областен лидер, Караянчева успява да изгради работещи партийни структури във всичките 7 общини на Кърджалийска област. Към 2020 година ГЕРБ има над 50 общински съветници и 20 кметове на населени места в областта. През 2009 г. става депутат от избирателния район, откъдето в листата е втора, след като водачът на листата на ГЕРБ Вежди Рашидов е назначен за министър на културата в първото правителство на Бойко Борисов. Оттогава Караянчева е народен представител във всички народни събрания до вторите парламентарни избори през 2021 г. Опонентите ѝ казват, че мястото ѝ в парламента е гарантирано благодарение на новия начин на преразпределение на гласовете. Но признават също, че Караянчева е успяла да измести БСП и трайно да наложи ГЕРБ като втора политическа сила в региона. Тя е най-дългогодишният депутат в района извън ДПС. Караянчева е и единственият политик от Кърджали, заемащ толкова висок пост в държавата досега.

## Биография
Цвета Караянчева е родена на 25 февруари 1968 година в град Болярово, Елховско. Завършила е за машинен инженер, а след това е била и на обучение по мениджмънт в Open University в НБУ. Работила е като проектант, а после директор в продължение на 5 години на завода за инструментална екипировка „Формопласт-Кърджали“. Там започва от най-ниското стъпало в професионалната стълбица, за да стигне до главен конструктор и шеф на фабриката.
Цвета Караянчева е основател и областен председател на ГЕРБ в Кърджали.
На парламентарните избори през 2009 година е избрана за народен представител в XLI НС от листата на ГЕРБ в 9-и МИР Кърджали.
На парламентарните избори през 2013 година е избрана за народен представител в XLII НС от листата на ГЕРБ в 9-и МИР Кърджали.
На парламентарните избори през 2014 година е избрана за народен представител в XLIII НС от листата на ГЕРБ в 9-и МИР Кърджали.
На парламентарните избори през 2017 година е избрана за народен представител в XLIV НС от листата на ГЕРБ в 9-и МИР Кърджали.
На парламентарните избори през 2021 година е избрана за народен представител в XLV НС от листата на ГЕРБ в 9-и МИР Кърджали.
На парламентарните избори през 2024 година е избрана за народен представител в L НС от листата на коалиция „ГЕРБ-СДС“ в 17-и МИР Пловдив област.